# Шатино (Ярославская область)
Шатино — деревня Арефинского сельского поселения Рыбинского района Ярославской области.
Деревня расположена на небольшом расстоянии от левого берега реки Ухра, ниже по течению и к северо-западу от центра сельского поселения села Арефино на расстоянии около 7,5 км (по прямой). Выше по течению на расстоянии около 1 км от Шатино в Ухру впадает левый приток Талица, недалеко от устья стоит деревня Чашково. От Шатино на северо-запад вниз по левому берегу Ухры идёт дорога, вдоль которой на расстоянии менее километра друг от друга и от берега Ухры стоят деревни Новая Горка и Карелино. Между Шатино и Новой Горкой протекает небольшой ручей, впадающий в Ухру. На противоположном правом берегу Ухры находятся земли Пошехонского района. Вдоль реки Ухра имеются сельскохозяйственные угодья, но далее в направлении к западу и югу-западу от Чашково расположен большой, частично заболоченный лес .
Деревня Шатина обозначена на плане Генерального межевания Рыбинского уезда 1792 года.
На 1 января 2007 года в деревне Шатино числилось 4 постоянных жителя . Почтовое отделение, расположенное в центре сельского поселения селе Арефино обслуживает в деревне Шатино 9 домов .